# Очите на скалите 2
„Очите на скалите 2“ (на английски: The Hills Have Eyes 2) е американска филм на ужасите от 2007 г. и е продължение на „Очите на скалите“ през 2006 г., който е римейк на оригиналния филм на ужасите от 1977 г. „Очите на скалите 2“ е режисиран от немския режисьор Мартин Вайс, а сценарият е на Уес и Джонатан Крейвън. Във филма участват Майкъл Макмилиан Джейкъб Варгас, Флекс Александър и Джесика Струп.